# Llibre de les dones (Eiximenis)

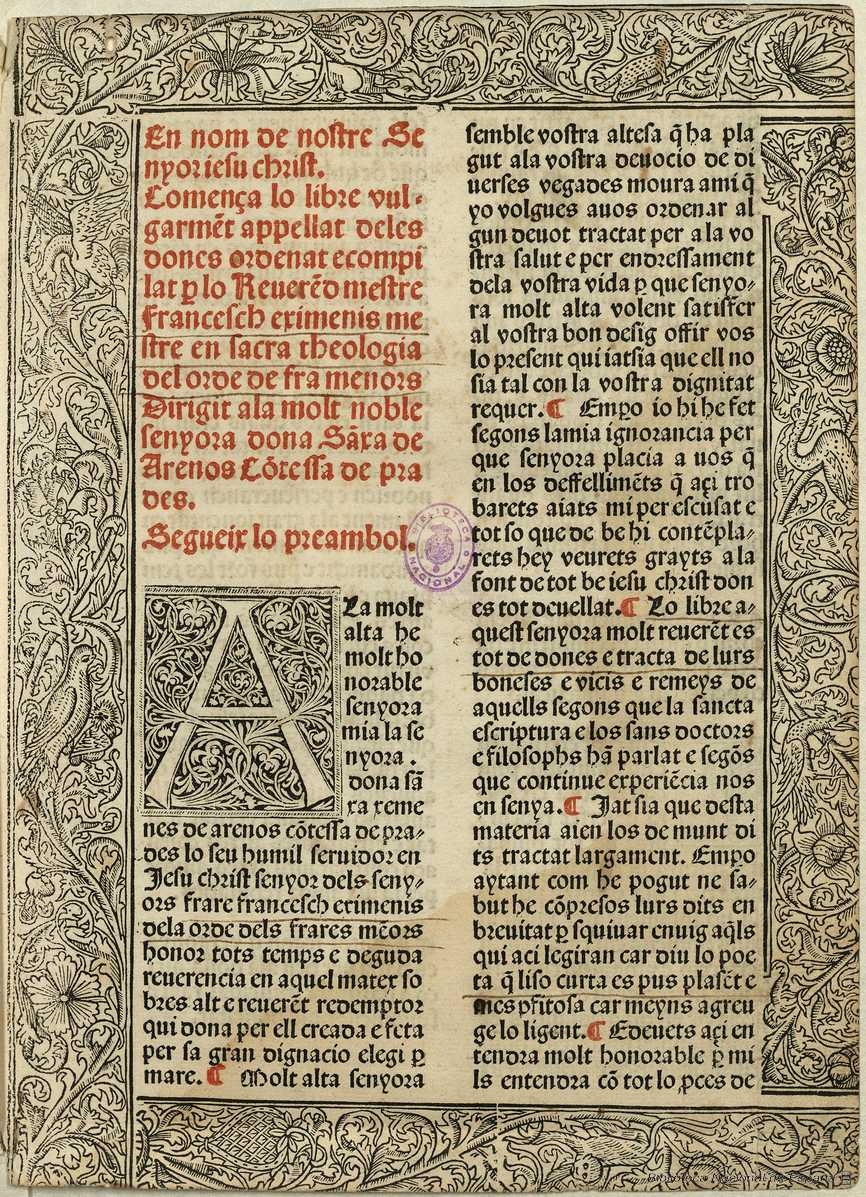
Començament de l'edició incunable del Llibre de les Dones de Francesc Eiximenis impresa a Barcelona en 1495.

El Llibre de les Dones és un llibre escrit probablement entre 1387 i 1392 per Francesc Eiximenis en català a València i dedicat a Sança Eiximenis d'Arenós, comtessa de Prades.
Pel que fa a la data de composició, hi ha hagut una certa discrepància, puix que uns altres estudiosos, com el pare Martí de Barcelona, OFM Cap, data l'obra envers 1396. Curt Wittlin s'inclina envers datar l'obra entre 1387 i 1392 sobre dos factors. En primer lloc, en aquest llibre tracta de manera abreujada matèries de les quals volia tractar en altres llibres no escrits de Lo Crestià. Cal pensar, doncs, que aprofità l'avinentesa d’escriure’l per a utilitzar aquests materials que ja tenia preparats. En segon lloc, en aquest llibre hi ha moltíssimes referències als àngels. Com astutament indica el professor Wittlin, el fet que faça tantes referències a aquest tema s'explica perquè Eiximenis segurament ja tenia in mente la composició de la seua següent obra, el Llibre dels àngels, dedicada a aquest tema, i escrit en 1392.

## Estructuració i contingut
El llibre consta de tres-cents noranta-sis capítols, dividits en cinc parts, després d’una introducció general. Aquestes cinc parts corresponen als diversos estats de la dona: Xiqueta, donzella, casada, vídua i monja.

### Educació de la dona segons directrius medievals
El llibre, en els capítols inicials, pretén ser un manual d’instrucció de dones, paregut a d'altres que s'estilaven en el seu temps. Sembla influït ací per altres compendis d’aquesta mena, com De eruditione filiorum nobilium (Sobre l'erudició dels fills dels nobles) (circa 1250), de Vincent de Beauvais, OP, que influí molt en tota l'edat mitjana per tal com donava les directrius bàsiques de l'educació femenina.

### Volums no escrits deLo Crestià
La part final, però, la dedicada a les monges, que és la més extensa, és un petit compendi de teologia, on queda ben clara la finalitat divulgadora i al mateix temps catequitzadora de l’obra eiximeniana. És en aquesta part on Eiximenis arreplega bona part de materials (encara que siguen en l'àmbit elemental i esquemàtic), destinats sens dubte a volums no escrits de Lo Crestià. D’aquesta manera, tracta de les virtuts teologals (sobre les quals havia de versar el Cinquè), les virtuts cardinals (sobre les quals havia de versar el Sisè), i sobre el Decàleg (sobre el qual havia de versar el Setè).
D’altres matèries ací espigolades havien d’haver tractat igualment altres volums no escrits de Lo Crestià. Ens referim al matrimoni i la penitència (recordem que el Desè hauria de versar sobre els sagraments), els vots religiosos i la contemplació (l’Onzè anava a estar dedicat a l'estament eclesiàstic) o als capítols finals, que tracten sobre temes escatològics (el Tretzè havia d’haver tractat sobre “com [Déu] lo relleva [l’home] per menaces de les grans penes, e per promissions dels sobirans béns celestials”).
Així mateix, torna a tractar de manera resumida temes dels quals ja havia parlat al Terç, com ara dels set pecats capitals i dels cinc sentits corporals.

## Traduccions en castellà
D’aquest llibre es feren moltes traduccions en castellà, i fins i tot s'utilitzà en l'educació de les quatre filles dels Reis Catòlics.
Se’n feu, així mateix, una adaptació, d’autor ara per ara desconegut, amb alguns retocs, també en llengua castellana, publicada en 1542, coneguda amb el nom de Carro de las Donas.

## Edicions digitals

### Incunables
- Arxivat 2013-05-03 a Wayback Machine. Edició a la Biblioteca Digital Hispánica de l'edició incunable impresa per Joan Rosembach (Barcelona, 8 de maig de 1495).[7]

### Edicions antigues
- Arxivat 2019-07-15 a Wayback Machine. Edició a Somni (Col·lecció digitalitzada del fons antic de la Universitat de València) de l'edició del Carro de las Donas feta per Juan de Villaquigrán en Valladolid en 1542.

### Edicions modernes
- Edició del Llibre de les dones (Barcelona. Curial Edicions Catalanes. 1981. XXXVII+620. Introducció de Curt Wittlin). Tesi doctoral de Franck Naccarato dirigida per Joan Coromines llegida a la Universitat de Chicago en 1965.

### ElLlibre de les Donesdins les obres completes en línia
- Obres completes de Francesc Eiximenis (en català i en llatí) Arxivat 2012-04-02 a Wayback Machine..